# Shulján Aruj HaRav
El Shulján Aruj HaRav (en hebreo: שולחן ערוך הרב) (en español: "el código de la ley judía del rabino") es una recopilación de la halajá, la ley judía, por parte del rabino Schneur Zalman de Liadí (1745-1812), conocido durante su vida como HaRav (palabras hebreas para "el rabino"), el primer Rebe (palabra en yidis para rabino) del movimiento jasídico Jabad. Entre los miembros de Jabad su obra es conocida como el Shulján Aruj del Alter Rebe.

## Nueva versión del Shulján Aruj
Dov Ber, el Maguid de Mezritch, fue el maestro del rabino Schneur Zalman de Liadí, el Maguid le pidió a su alumno, Schenur Zalman, que escribiera una versión ajustada del Shulján Aruj (libro publicado en 1562) del rabino Joseph Caro, con una referencia a comentarios posteriores, así como una responsa rabínica, para satisfacer las demandas del naciente movimiento jasídico. El Shulján Aruj (y su antepasado, el Beit Yosef) fueron escritos desde el punto de vista de la tradición (minhag) sefardí. Shneur Zalman, compuso una versión actualizada y adaptada del Shulján Aruj (alrededor de 1800), para que los judíos jasídicos pudieran estudiar la ley judía, la halajá. Con el objetivo de evitar ambigüedades, la obra hace referencia a la halajá del judaísmo ortodoxo jasídico, con sus correspondientes razonamientos. Las obras de Schneur Zalman, dieron lugar a la formación de la filosofía jasídica de Jabad. Scheneur Zalman terminó la obra a la edad de 20 años, sin embargo, la mayor parte del trabajo se perdió antes de su publicación.

## Influencia
El Shulján Aruj HaRav es hoy en día usado por la mayoría de los judíos jasídicos como la base de su práctica religiosa diaria. La obra está ampliamente considerada como un texto autoritativo en materia de ley judía, y es frecuentemente citado por diversas autoridades rabínicas tales como: el rabino Israel Meir Kegan en su obra Mishna Berura, y por el rabino Yosef Chaim de Bagdad, el Ben Ish Chai, así como por la responsa rabínica contemporánea, y por las autoridades en materia de halajá de los siglos XIX y XX. El Shulján Aruj HaRav es también una de las tres obras sobre las cuales el rabino Shlomo Ganzfried basó su obra Kitzur Shulján Aruj, un preciso costumario sobre la ley judía (halajá) según la tradición (minhag ) asquenazí.
Aunque ampliamente aceptada, la obra inicialmente tuvo una difusión limitada. La mayor parte del texto original, fue destruido en un incendio que tuvo lugar en la población rusa de Lyubavichi, y solamente se salvaron de las llamas algunas copias parciales del texto original. La editorial Sociedad de Publicaciones Kehot publicó en 2002 una edición bilingüe donde aparecen las anotaciones de la obra y los comentarios del rabino Schneur Zalman de Liadí y del rabino Joseph Caro.